# 日本革命的共产主义者同盟
日本革命的共产主义者同盟（日语：／ Nihon Kakumeiteki Kyōsansugisha Dōmei），通称JRCL，是日本的一个奉行托洛茨基主义的新左翼组织。该组织的青年翼是日本共产青年同盟。

## 历史
1956年10月，匈牙利反对派人士发动反苏示威，遭到苏联和匈牙利亲苏政府的镇压，即匈牙利十月事件。受到匈牙利十月事件的影响，日本共产党内部的托派以反对日共“民族民主革命”纲领和党内非民主作风为由脱离日本共产党，于1957年组建革命的共产主义者同盟，隶属于第四国际联合书记处。后逐渐分裂为革命的共産主義者同盟全国委員会（中核派）、日本革命的共産主義者同盟革命的马克思主义派（革马派）、日本革命的共産主義者同盟（第四国际日本支部）等。
1991年，日本革命的共産主義者同盟（第四国际日本支部）因为内部就“性差别问题”产生严重分歧，被第四国际联合书记处取消支部资格，遂改组为“日本革命的共产主义者同盟 (JRCL)”，后成为第四国际的同情组织。
2020年春，该组织与国际主义劳动者全国协议会组成政党联盟性质的“第四国际日本协议会”；不久，“第四国际日本协议会”被第四国际承认为新的第四国际日本支部。

## 政治主张
《日本革命的共产主义者同盟纲领》指出，社会主义革命的客观前提条件在很久以前就已经成熟，今日阻碍其实现的原因是无产阶级的指导部问题，传统的工人运动领导者即改良主义者和斯大林主义者多年来因其对革命的背叛而导致了无产阶级多次的失败。其中斯大林主义者官僚篡夺了伟大俄国革命所创立的苏联这一工人国家的最高权力，他们通过绞杀布尔什维克对苏联工人实行恐怖的专政控制，把苏联转变为革命家的监狱，用“一国社会主义”和官僚式外交政策“和平共存”来抑制许多国家的无产阶级革命斗争。他们利用这样的民族主义政策破坏国际无产阶级的团结，妨碍帝国主义国家中的无产阶级和殖民地人民的团结。
日本革命的共产主义者同盟主张消除斯大林主义影响，推动帝国主义发达国家的革命、殖民地革命和苏联圈的政治革命这三大革命，并认为能够领导三大革命的只有继承马克思主义、列宁主义、托洛茨基主义的第四国际。